# 沃特曼斯科納 (加利福尼亞州)
沃特曼斯科納（英語：Watermans Corner）是位於美國加利福尼亞州因皮里爾縣的一個非建制地區。該地的面積和人口皆未知。

## 地理
沃特曼斯科納的座標為32°46′52″N 115°26′52″W / 32.78111°N 115.44778°W，而該地的平均海拔高度為-7米（即-23英尺）。